# Khách sạn và tiệm cà phê Slavia ở Košice
Khách sạn và tiệm cà phê Slavia ở Košice (tiếng Slovakia: Hotel a kaviareň Slávia v Košice) là một tòa nhà được thiết kế theo trường phái Tân nghệ thuật, tọa lạc ở số 63 phố Hlavná, thành phố Košice, Slovakia. Địa điểm này nằm bên cạnh Nhà Levoča và đối diện Nhà hát Nhà nước. Năm 1982, công trình kiến trúc này được ghi danh vào Danh sách Di tích Trung ương theo quyết định của Bộ Văn hóa Cộng hòa Slovakia.

## Lịch sử
Tòa nhà hiện nay được xây dựng vào năm 1900. Trên địa điểm xây dựng tòa nhà trước đó từng tồn tại một tòa nhà một tầng. Vì có vị trí gần với Ngôi nhà Hoàng gia và tiếp giáp với Nhà Levoča nên các đội trưởng thị trấn từng ở đây.
Tòa nhà đã nhiều lần thay đổi chủ sở hữu. Vào cuối thế kỷ 18, đầu thế kỷ 19, một quán trọ được thành lập ở tầng trệt của tòa nhà. Vào nửa sau thế kỷ 19, Jozef Schiffbeck trở thành chủ sở hữu mới, ông đã thiết lập một khách sạn sang trọng tại đây. Sau đó, Konštantín Bauernebl mua lại khách sạn vào mùa xuân năm 1900, tòa nhà cũ bị phá bỏ, nhường chỗ cho một tòa nhà mới được xây dựng theo trường phái Tân nghệ thuật hiện đại với một tiệm cà phê sang trọng ở tầng trệt và hai tầng căn hộ ở trên.